# アメリカアナグマ
アメリカアナグマ（Taxidea taxus）は、食肉目イタチ科アメリカアナグマ属に分類される食肉類。本種のみでアメリカアナグマ属を形成する。

## 分布
アメリカ合衆国西部および中央部、カナダ南部および中央部、メキシコ

## 形態
体長42 - 72センチメートル。尾長10 - 15.5センチメートル。体重4 - 12キログラム。北部の個体群の方が大型になる。背面は灰色や赤褐色。鼻面から正中線に沿って北部個体群では肩まで、南部個体群では臀部まで白い縦縞が入る。頭頂部と側頭部に黒い斑紋が入る。四肢の体毛は暗褐色。
歯列は門歯が上下6本、犬歯が上下2本、臼歯が上下6 - 8本、大臼歯が上顎2本、下顎4本で計34本。上顎の裂肉歯は臼歯よりも小型。前肢には大きい爪がある。

## 分類
本属を含めたアナグマ属・イタチアナグマ属・スカンクアナグマ属（スカンク科へ分割）・ブタバナアナグマ属でアナグマ亜科を構成する説もあった。2008年に発表されたイタチ科の核DNAやミトコンドリアDNAの最大節約法・最尤法・ベイズ法による系統推定では、イタチ科内では最も初期に分岐した系統だと推定されている。一方で従来のアナグマ亜科の単系統性は否定された。この論文ではイタチ科内の亜科の復活や再定義も提唱しており、その説に従えば本属のみでアメリカアナグマ亜科Taxidiinaeを構成する。
5亜種に分ける説がある。
Taxidea taxus taxus (Schreber, 1777)
アメリカ合衆国北部および中部、カナダ南部および中部
Taxidea taxus berlandieri Baird, 1858
アメリカ合衆国南部、メキシコ
Taxidea taxus jacksoni Schantz, 1946
アメリカ合衆国北東部、カナダ（オンタリオ州南部）
Taxidea taxus jeffersonii Harlan, 1825
アメリカ合衆国西部、カナダ（ブリティッシュコロンビア州南部）
†Taxidea taxus marylandica Gidley and Gaxin, 1933

## 生態
乾燥した草原などに生息する。群れは形成せず、単独で生活する。夜行性だが、昼間に活動することもある。発達した爪を使い素早く穴を掘る。南部個体群は周年活動するが、北部個体群は穴の中で冬ごもりを行う。体温が9度まで低下し心拍数が半減するが、暖かい日には外へ出て活動する。
ホリネズミ科・ジリス類・プレーリードッグ属・マーモット属・カンガルーネズミ属Dipodomys・ウッドラット属Neotoma・シロアシマウス属Peromyscus・ハタネズミ属・モグラ科などを食べるが、冬眠中のスカンク属Mephitisやマダラスカンク属Spilogale、アナホリフクロウ・ショウドウツバメなどの鳥類、トカゲ、両生類、魚類、昆虫、トウモロコシやヒマワリの種子なども食べることがある。人間を除くと捕食されることはまれだが、コヨーテ・ピューマ・ボブキャット・イヌワシなどに捕食された報告例はある。
繁殖形態は胎生。晩夏から早秋に交尾を行う。妊娠期間は6週間だが、7か月ほど着床遅延がある。3 - 4月に1 - 5匹の幼獣を産む。生後4 - 6週間で開眼する。飼育下の寿命は26年の記録がある。

## 人間との関係
ラコタ族の世界観では、よく穴を掘ることから薬草の知識に通じ、大精霊ワカン・タンカの癒す力を体現していると考えられる一方、爪を使って果敢に身を守ることから戦う力も体現していると考えられていた。
ウィスコンシン州を象徴する動物に指定されている。ウィスコンシン大学のマスコットでもある。
本種が掘った穴に家畜が足を入れ怪我をしたり、用水路を破壊する害獣とみなされることもある。
農地開発による生息地の破壊、野火の抑制による生息に適した環境の縮小、害獣として駆除、交通事故などにより生息数が減少している。カナダでは、2000年に五大湖地方西部に分布するT. t. jacksoni亜種と西海岸地方に分布するT. t. jeffersonii亜種が絶滅危機種（Endangered）に指定された。

## アメリカアナグマ亜科の古生物

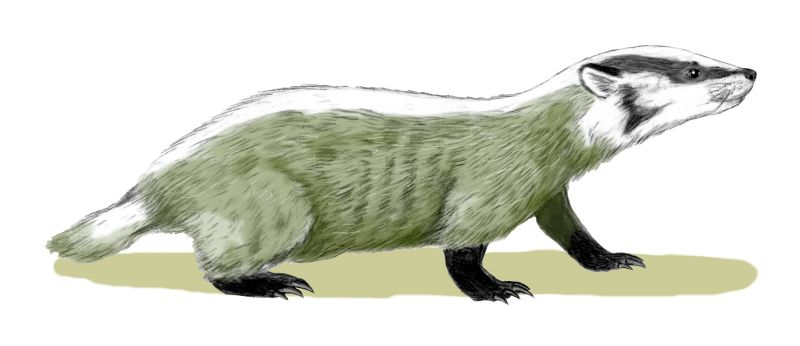
Chamitataxus avitus（想像図）

現存するアメリカアナグマ亜科の生物は本種のみであるが、化石から少なくともかつてプリオタクシデア属とチャミタタクスス属が存在したことがわかっている。アメリカアナグマ属に最も近縁なタクソンは中新世の北アメリカに存在したチャミタタクスス属であると考えられている。
- チャミタタクスス属 Chamitataxus
  - C. avitus
- プリオタクシデア属 Pliotaxidea
  - P. nevadensis
  - P. garberi